# Macruronus novaezelandiae
Grenadier bleu, Merluche patagonienne
Pour l’article ayant un titre homophone, voir Hokki.
Espèce
Statut de conservation UICN

 LC 3.1 : Préoccupation mineure
Macruronus novaezelandiae, le Grenadier bleu ou la Merluche patagonienne, est une espèce de poissons de forme allongée qui vit dans les eaux du sud du Pacifique par des profondeurs allant de 200 à 1 000 m. Sa longueur varie de 60 à 120 cm. Les différentes espèces de hokis, toutes originaires du Pacifique Sud, sont pêchées au large des côtes chiliennes, néo-zélandaises et australiennes.

## Description
Macruronus novaezelandiae est en apparence similaire aux Macrouridae avec de grands yeux et un corps plat et très allongé finissant en une queue pointue correspondant à la deuxième nageoire dorsale se confondant avec la nageoire anale. Ce poisson carnivore est doté d'une grande gueule et de dents pointues utilisées pour attraper et manger les poissons lanterne, mais également les crustacés ou les calmars.
Macruronus novaezelandiae a une durée de vie de 25 ans et atteint sa maturité à 4 ou 5 ans. Il pèse environ 1,5 kg pour une longueur de 65 à 70 cm.

## Macruronus novaezelandiaeet l'Homme

### Pêche
Il est pêché 300 000 tonnes de Macruronus novaezelandiae chaque année. Les stocks sont abondants et la pêche devrait encore progresser. Il est toutefois inscrit sur la liste rouge de Greenpeace car sa pêche attaque également d'autres espèces comme les requins pèlerins, les otaries à fourrure et les albatros à sourcils noirs.
Il est pêché par chalutage de fond ou chalutage en eaux mi-profondes.

### Commercialisation
Macruronus novaezelandiae, pêché en haute mer, est préparé et surgelé directement sur les bateaux. À faible prix, il est principalement commercialisé surgelé dans la grande distribution et dans les restaurations collectives. Il est également proposé en poissons panés ou en bâtonnets et entre, par exemple, dans la composition du Filet-O-Fish de McDonald's et également dans la composition du King Fish de Quick.
Macruronus novaezelandiae est principalement vendu aux États-Unis, au Canada et en Union européenne.
90 % de la pêche mondiale est réservée à l'AFPA[Quoi ?] en restauration collective[réf. souhaitée].

### Cuisine
Macruronus novaezelandiae a une chair blanche, qui peut parfois prendre une teinte rosée disparaissant à la cuisson. Poisson à peu d'arêtes, il n'a pas un goût très prononcé. Il sert dans la fabrication de sushis.

## Liste des sous-espèces
Selon World Register of Marine Species (16 juin 2025) :
- Macruronus novaezelandiae magellanicus Lönnberg, 1907
- Macruronus novaezelandiae novaezelandiae (Hector, 1871)

## Dénominations
Ce taxon porte en français les noms vernaculaires ou normalisés suivants : Grenadier bleu, Merluche patagonienne.

## Systématique
Le nom valide complet (avec auteur) de ce taxon est Macruronus novaezelandiae (Hector, 1871).
L'espèce a été initialement classée dans le genre Coryphaenoides sous le protonyme Coryphaenoides novaezelandiae Hector, 1871.
Macruronus novaezelandiae a pour synonymes :
- Coryphaenoides novaezelandiae Hector, 1871
- Coryphaenoides tasmaniae Johnston, 1883
- Macruronus novaezealandiae (Hector, 1871)

### Étymologie
Son épithète spécifique, novaezelandiae, fait référence à la Nouvelle-Zélande, sa localité type étant au large de l'île de Ward (en).

### Publication originale
- (en) J. Hector, « On a new species of fish, Coryphaenoides novae Zelandiae; native name, Okarari », Transactions and Proceedings of the New Zealand Institute, Nouvelle-Zélande, vol. 3, no 22,‎ 1871, p. 136 (ISSN 1176-6158, e-ISSN 2744-4120).